# Canal de Moer

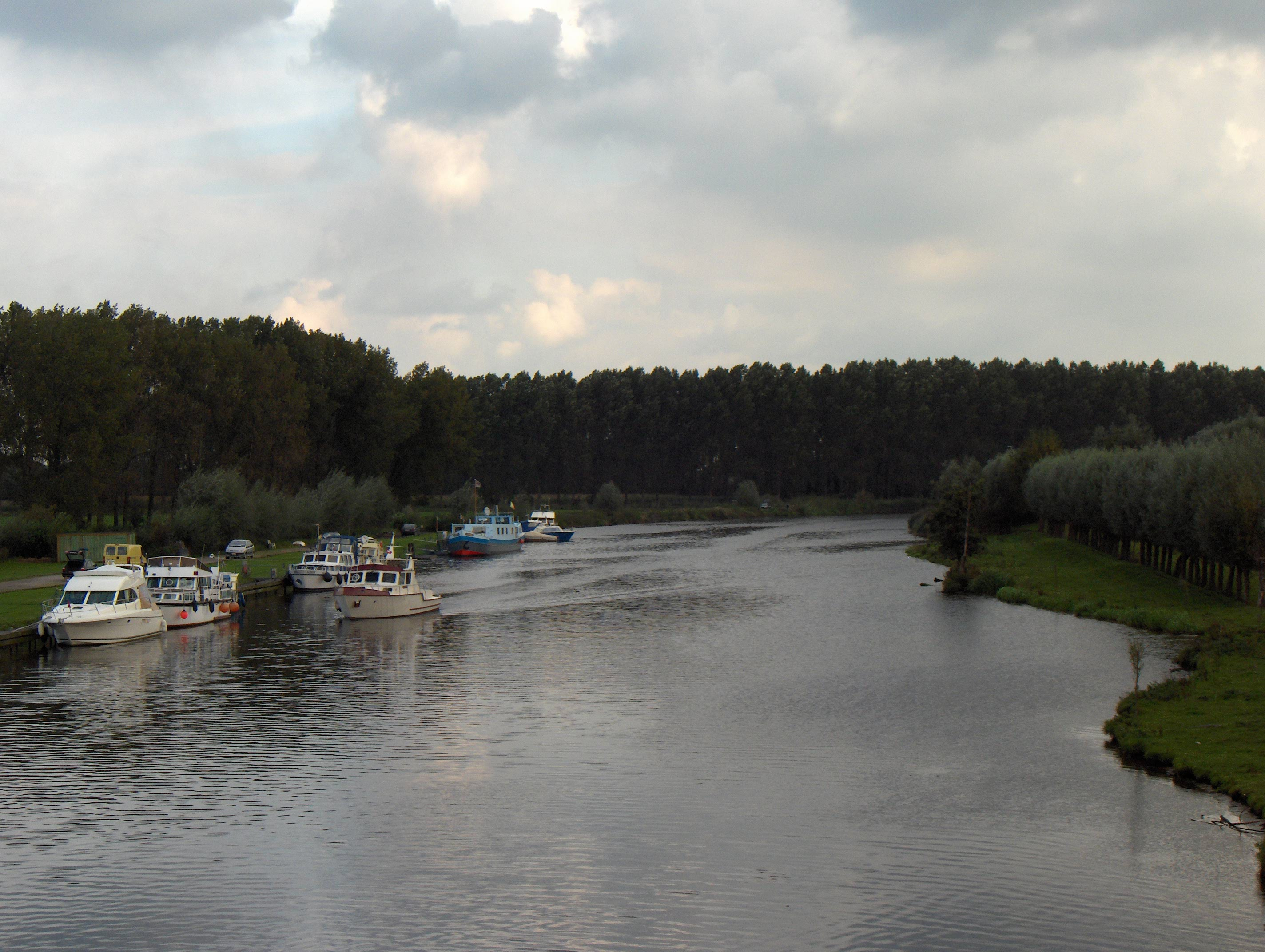
Moervaart à Mendonk

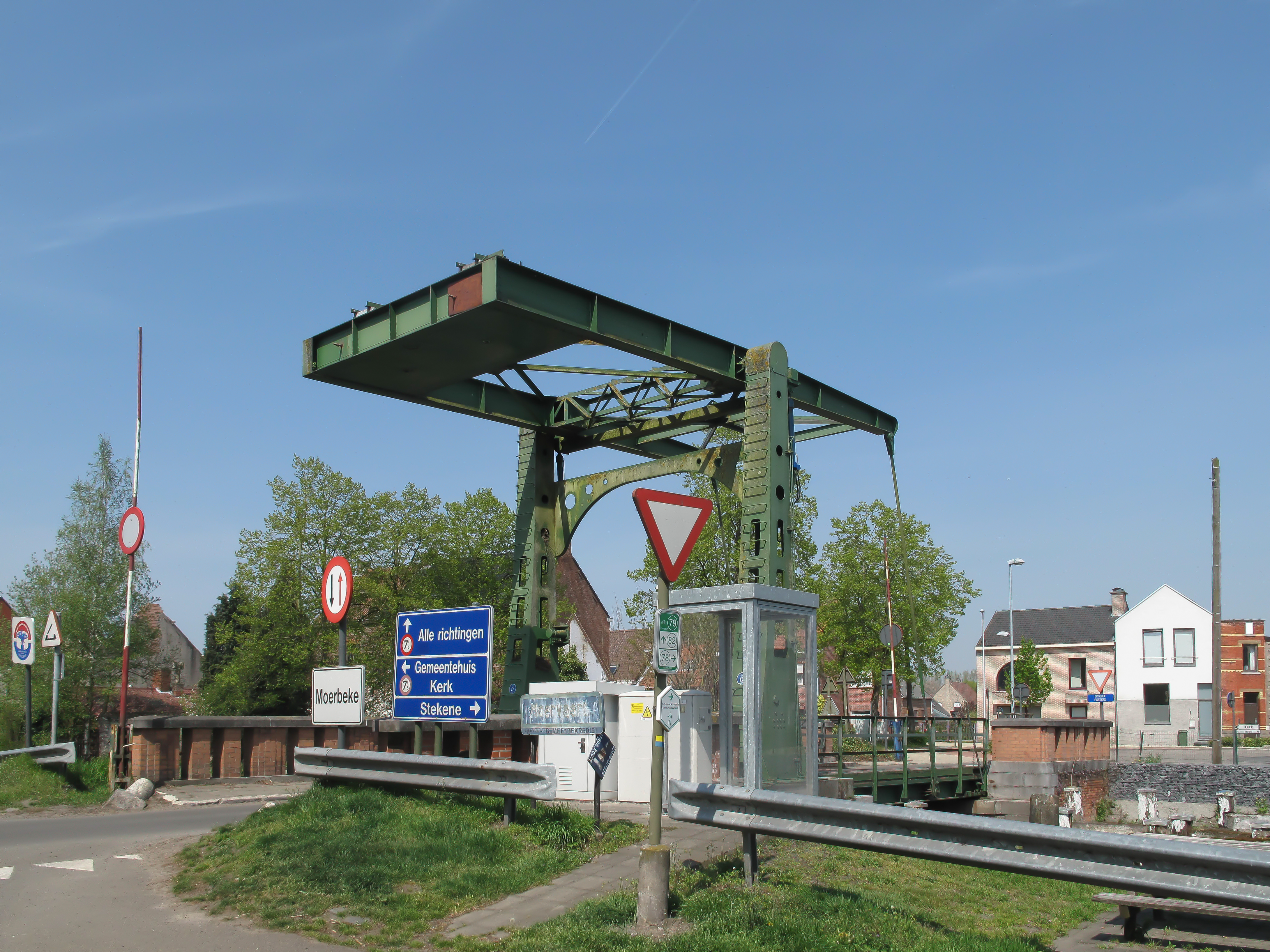
Moerbeke, pont basculant sur de Moervaart

Le canal de Moer ou Moervaart est un canal de 27 km qui relie le Canal Gand-Terneuzen à la ville de Lokeren en Belgique. Le canal traverse les communes de Wachtebeke, Moerbeke et Lokeren.

## Histoire
Le canal a été construit au Moyen Âge (environ de 1300) pour améliorer l’approvisionnement en eau de la région. Il fut rendu navigable au XVe siècle.
À la suite de la construction du canal Gand-Terneuzen en 1825, il fut séparé d’une partie de ses ruisseaux d’alimentation originels (Poekebeek et Kale). Actuellement, le canal est essentiellement employé pour la navigation de plaisance.